# Чаусы (Брянская область)
Чаусы — село в Погарском районе Брянской области. Расположено на правом берегу реки Судость, в 5 км от границы с Украиной.

## Хронологическая лента села
1860:
«42: Алекс. Ханенко.
Чаусы — 109 крестьян, 12 дворовых, 33 двора, 28 тяглых, 25 пеших»
Источник: Приложения к трудам редакционных комиссий для составления положений о крестьянах, выходящих из крепостной зависимости. Сведения о помещичьих имениях. Т. 6. СПб., 1860, с.36
1859:
Упоминается в книге «Списки населенных мест Черниговской губернии по сведениям 1859 года» в 1866 году (с.180):
«По левую сторону транспортной дороги из зашт. г. Погара в г. Новгород-Северск. № 3382, Чаусы, с. казач. и вл., при р. Судости, 107 дворов, Жителей 418 м. 436 ж., церковь православная 1»
1783:
«В 1783 г. за младшим, Иваном Ханенком, было записано 1322 крест. обоего пола, в селах и деревнях: Городище, Перегоне, Дешковичах, Чубарове, Курове и Васильевке. У старше-го, Василия Ханенка, было, конечно, не менее; имения его в это время находились в селах: Дареевске, Чаусах, Случевске, Сопычах, Лесконогах, Лукине, Муравьях, Комани, Юхнове, Лотаках, Николаевке, Кургановке, Рубановке, Рудовке, Подищах 177). При открытии Новгородсеверского наместничества в 1783 г., Иван Николаевич был избран первым погарским предводителем дворянства. Старший, Василий Николаевич, жил в это время, после службы при Петре III, отставным майором и старым холостяком, в с. Чаусах 178). Наследство его перешло к детям Ивана Николаевича, у которого от брака с Софией Григорьевной Горленко было несколько сыновей.
177) Распределение имений между братьями было сделано согласно духовному за-вещанию отца, написанному 13 декабря 1759 г. Кроме сыновей, Н. Д. Ханенко оставил пять дочерей (Анну — жену б.т. Ос. Вас. Рославца, Настасью — жену б.т. Петра Фед. Сави-ча и девиц — Марфу, Ефросинью и Евдокию), которым назначил в приданое только по 400 рублей и по 50 „осмачек“ ржи.
178) См. предисловие к дневнику Ханенка, изд. Киевск. Старины.»
Источник: Ал. Лазаревский. «Описание старой Малороссии. Том первый. Полк Стародубский», 1888
1769:
В селе построена деревянная Троицкая церковь.
Источник: Книга «Труды Черниговской архивной комиссии. Выпуск седьмой», 1908
1760:
«Службу Ханенка Разумовский хотел наградить, кроме маетностей, еще и повышением в чине: в 1759 г., будучи в Петербурге, гетман представлял о назначении Ханенка генеральным писарем, причем, ввиду его старости, хотел иметь двух генеральных писарей, указывая другого писаря в лице Якова Тарновского 175). Но прежде чем гетманское представление было рассмотрено, Ханенко в январе 1760 г. умер. Кроме „Увещания“, Ханенко оставил другой литературный памятник — его Дневник, который, вместе с записка-ми Якова Марковича, представляют важнейшие памятники для изучения бытовой истории Малороссии середины XVIII в. Сыновья Ханенка, Василий и Иван, получили от отца настолько значительное наследство, что стали одними из первых богачей в Малороссии 176).
175) Диариуш, XIII.
176) В числе наследства Николая Ханенка осталась, между прочим, как говорит предание, и весьма значительная библиотека, которая была подарена, вслед за смертью её хозяина, дочерьми последнего (сыновья в это время были на службе) Новгородсеверскому народному училищу, преобразованному потом в гимназию.»
Источник: Ал. Лазаревский. «Описание старой Малороссии. Том первый. Полк Стародубский», 1888
1752:
«Служба [Ивана] Ханенка награждена была универсалом 13 января 1752 г., по которому Разумовский дал ему села и деревни: Комань, Лесконоги, Юхнов, Городище, Чаусы, Случевск, Дареевск, Сопычи, Муравьи и Подище 174).
174) Обозрение Румянцевской Описи, стр. 802. Кроме этих имений, Николай Ханенко посредством „скупли“ приобрел село Лотаки с разными землями, на которых поселил три слободы: Николаевку, Кургановку и Конончуковку. Лотаки со слободами были утверждены за сыновьями Николая Ханенка в 1761 г. Т. ж., 760.»
Источник: Ал. Лазаревский. «Описание старой Малороссии. Том первый. Полк Стародубский», 1888
1666:
«В 1666 г. погарское мещанство было настолько уже значительно, что могло выпросить себе у царя грамоту „на майдебурское право и волности, против нежинских, черниговских и переяславских мещан“. При этом на „погарское войтовство“ определены были две деревни — Чаусы и Яковлевичи. Кроме того, погарский магистрат в кон. XVII в. мало-помалу подчинил своему ведению и все бывшие свободными погарские села: Куров, Суворов, Чубаров, Гриневку, Лукин, Дареевск, Марковск, Горицы, Сопычи, Случевск, Муравьи, Бобрик, Посудичи, Поперечное, Стечню, Бугаевку и Витемлю. С этих "ратушных сел", как они назывались обыкновенно, магистрат собирал денежный налог "на артиллерию войсковую, т.е. на арматы, на куле, порох и на копе арматские, також на стацию гетману и на служителей полковых, сотенных и ратушных". – Магистратское самоуправление в Погаре в действительности существовало лишь до начала XVIII в., а затем фактически было уничтожено произволом местных сотников, подчинивших погарских мещан своей "команде" и "смешавших мещанские дела с сотенными в одной избе меской".»
Источник: Ал. Лазаревский. «Описание старой Малороссии. Том первый. Полк Стародубский», 1888
1636:
«Въ 1636 г. „Чаусовъ, Вытемля, Дешковице²², Городище у повѣтѣ и староствѣ Новгорода сѣверскаго“ были маетностію пана судьи новгородскаго Яна Куницкаго²³ […]
²² […] Чаусы — тур. слово значатъ гонецъ, придворный и показываетъ, что населеніе образовалось здѣсь при польскомъ правительствѣ.
²³ Року 1636 м. іюня 2 д. на врадѣ гродскомъ в замку его корол. мл. черниговскомъ предо мною Іозефомъ Дразиговскимъ, намѣстникомъ замку черниговскаго, ставши обличне шляхетный Янъ Криницкій, урожоного его мл. пана Кринстофа Муховецкого слуга, именемъ тогожъ пана своего соленнитеръ протестовался на урожоного его мл. пана Яна Криницкаго, судію земского стародубскаго, въ томъ способѣ, ижъ его мл. панъ судья, продавши за певную сумму мененному пану его маетность свою, называемую Чаушовъ, Вытемлю, Городище и Дешковичи, у повѣтѣ и староствѣ Новгородка сѣверскаго лежачую, […]»
Источник: Книга «Историко-статистическое описание Черниговской епархии. Книга седьмая» 1873
«В 1636 г. Куницкий продал Дешковичи, вместе с Чаусами, Витемлей и Городищем, „пану“ Криштофу Муховецкому, но, получив деньги от последнего, проданные имения продолжал удерживать в своей власти. Так писал в 1636 г. в жалобе на Куницкого поверенный Муховецкого, добавляя, что посаженный Куницким в проданных имениях „шляхетный пан“ Олимп Гарабурда „подданных так чаусовских, як и дешковских, знищил и пограбил, на реках Десне и Судости бобры половил и уставичные прикрости подданным там мешкаючим, чинит…“ 399).
399) Опис. Черн. Еп., VII, 50-51.»
Источник: Ал. Лазаревский. «Описание старой Малороссии. Том первый. Полк Стародубский», 1888
до XV в.:
Образование поселения.
«Общие заключения о времени заселения уезда:
а) До татар заселены были: […] Дареевск, Чаусы, […].»''
Источник: Историко-статистическое описание Черниговской епархии. Книга седьмая. Стародубский, Мглинский, Новозыбковский, Глуховский и Нежинский уезды. 1873 г., с.110